# Joseph Leglos
Joseph Leglos est un homme politique français né le 6 février 1864 à Nemours (Seine-et-Marne) et décédé le 12 mars 1924 à Paulnay (Indre)

## Biographie
Propriétaire exploitant, il est maire de Paulnay et conseiller d'arrondissement. Député de l'Indre de 1898 à 1902, il n'a qu'une très faible activité parlementaire. Il est sénateur de l'Indre de 1906 à 1924, inscrit au groupe de la Gauche démocratique.